# Matias Abelairas
Matías Abelairas, född den 5 februari 1985, är en argentinsk fotbollsspelare som sedan 2012 spelar i Vasco da Gama.
Innan Abelairas kom till Vasco da Gama spelade han bland annat under sju år i River Plate. Abelairas spelar som central eller vänstermittfältare. Han anses också vara en frisparksspecialist.